# Hare on Bell on Portland Stone Piers

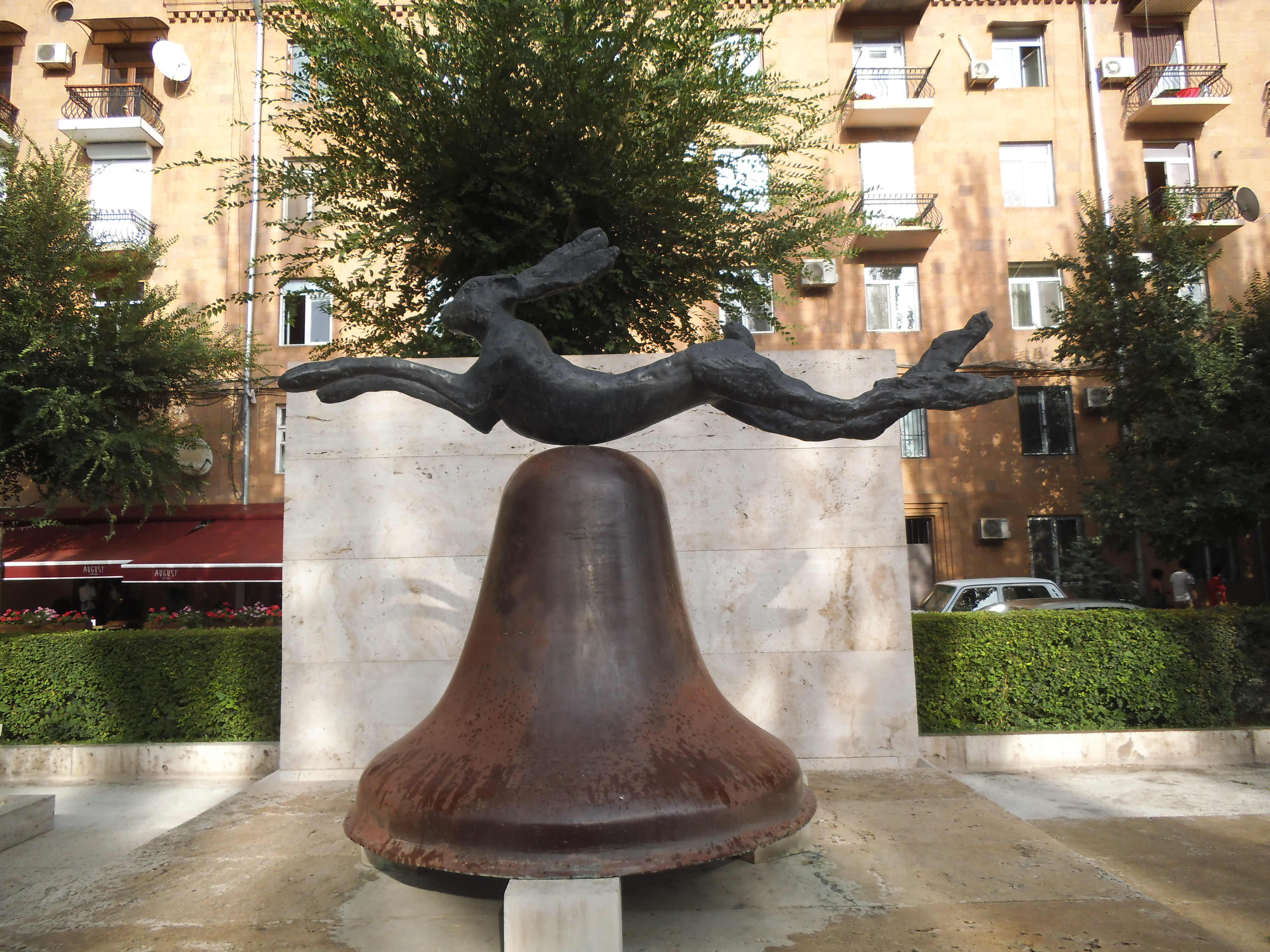
Hare on Bell on Portland Stone Piers (Barry Flanagan, 1983; Tamanjan-Straße, Jerewan 2016)

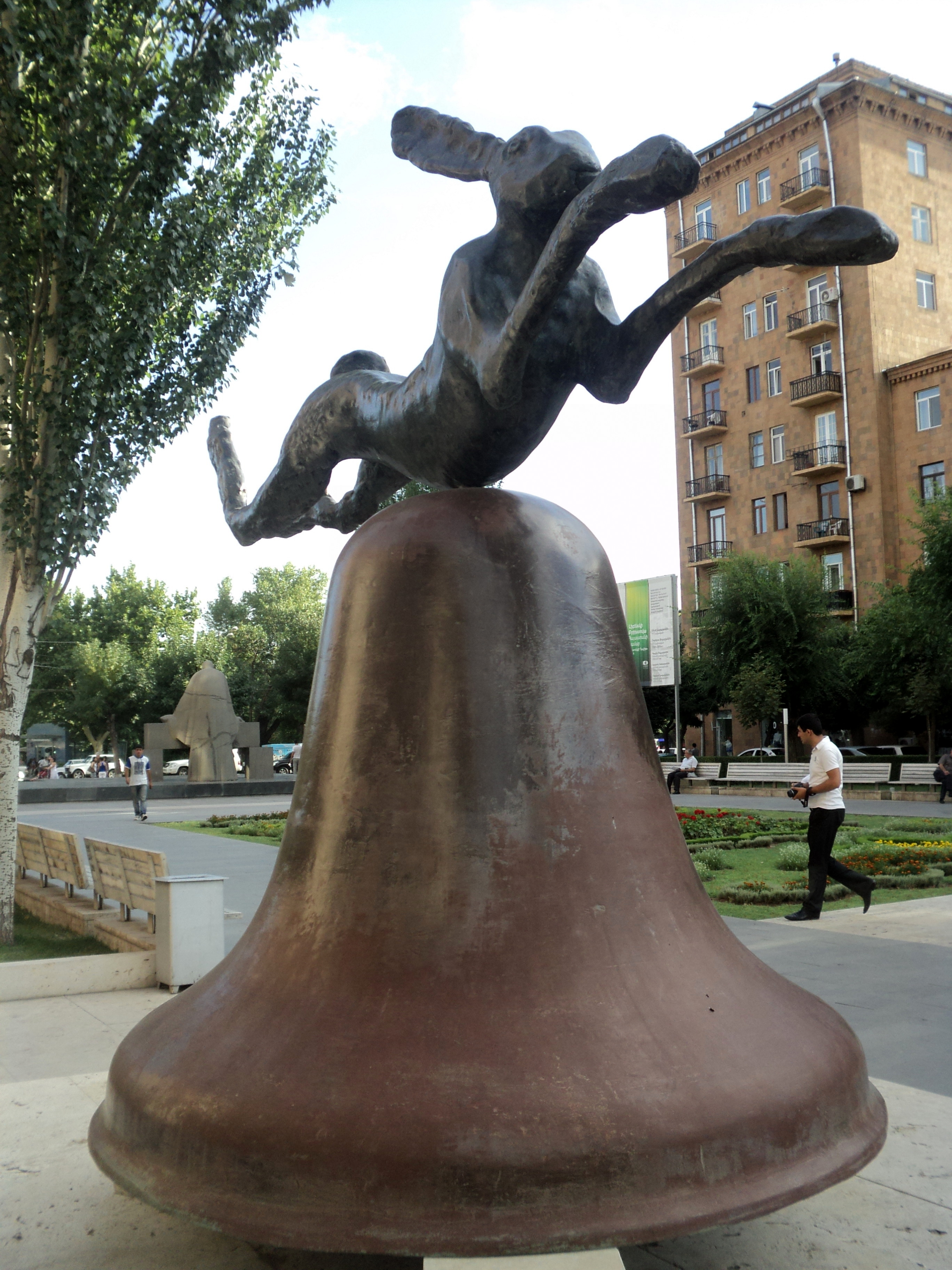
Die Skulptur in Jerewan 2012

Hare on Bell on Portland Stone Piers (deutsch Hase auf Glocke auf Portlandsteinpfeilern) ist der Titel einer Skulptur des walisischen Bildhauers Barry Flanagan (1941–2009). Das Werk ist aus Bronze, misst 242,6 × 284,5 × 190,5 cm und stammt aus dem Jahr 1983.

## Beschreibung
Die 880 kg schwere Bronzeskulptur besteht aus einem springenden Hasen, der mit seinem Bauch eine Glocke berührt, die auf drei Pfeilern aus Portlandstein steht, einem Kalkstein von der Isle of Portland.
In einer Darstellung des Minneapolis Sculpture Gardens wird die Statue wie folgt beschrieben: Ein überschwänglicher, springender Hase balanciert auf einer klassisch geformten Glocke, was eine interessante Studie von Gegensätzen ergibt. Die kurvigen Linien und spielerische Lebendigkeit des Hasen bilden ein Gegengewicht zur eleganten Formgebung der Glocke, die an Jahrhunderte der Bronzegusstradition denken lässt. Die neuartige Gegenüberstellung von Formen – beide sind Fruchtbarkeitssymbole und beide häufige Motive in Flanagans Werk – ruft ungewöhnliche und fantastische Assoziationen hervor.
Hasen tauchten in Barry Flanagans Zeichnungen seit Ende der 1970er-Jahre auf und wurden seit den 1980er-Jahren zum Hauptthema seines bildhauerischen Werks; in der Kombination mit einer Glocke zum Beispiel bei seiner Skulptur Leaping Hare on Crescent and Bell (1988).

## Ausstellungen

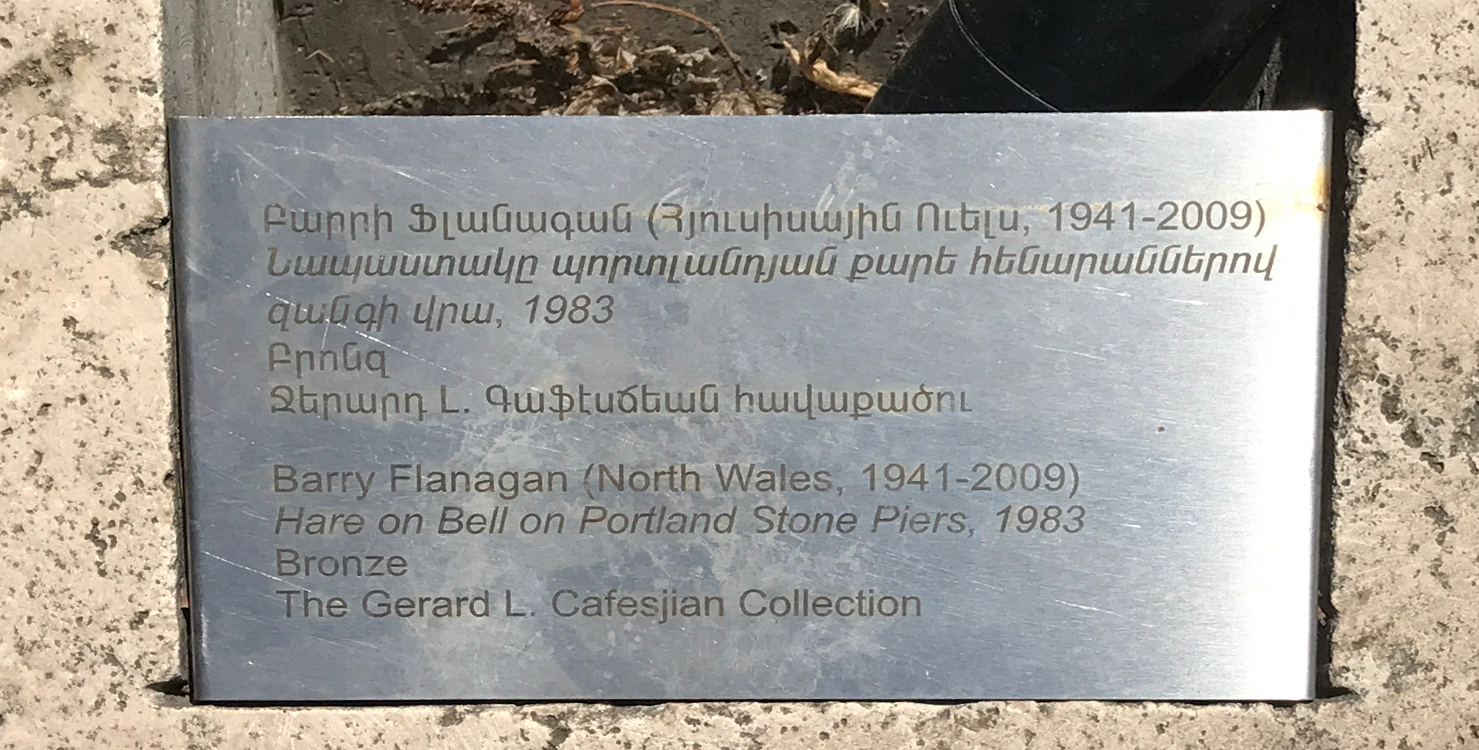
Beschreibende Plakette in Jerewan

Es wurden insgesamt fünf Skulpturen hergestellt, von denen drei öffentlich zu sehen sind. Eine der Skulpturen wurde zuerst in der Ausstellung Groups VII der Londoner Waddington Galleries im Januar 1984 gezeigt. 1985 war sie Teil der Ausstellung Dialog des Moderna Museets in Stockholm.
1987 wurde eine weitere Skulptur dem Minneapolis Sculpture Garden geschenkt. Der Minneapolis Sculpture Garden ist ein viereinhalb Hektar großer Skulpturengarten in Minneapolis in der Nähe des Walker Art Centers, der am 10. September 1988 eröffnet wurde. 2004 wurde sie von einem Privatsammler aus Los Angeles gekauft und befindet sich seit 2005 im Besitz der armenischen Gerard-Cafesjian-Sammlung und ist in der armenischen Hauptstadt Jerewan ausgestellt.
Eine Abfolge von Treppen, die Kaskade genannt wird, verbindet die Innenstadt von Jerewan mit dem Zentralarchiv für armenische Handschriften, dem Matenadaran. An der Tamanjan-Straße stehen zu beiden Seiten bis zum Bereich mit der Kaskade Skulpturen. In diesem Skulpturengarten sind Werke ausgestellt von Mark Atoi, Fernando Botero, Guy Buseyne, John Clive, Saraj Guha, Tom Hill, Christopher Hiltey, Ji Yong-Ho, Robert Indiana, Jaume Plensa,  Joana Vasconcelos und Peter Woytuk. Von Barry Flanagan befinden sich dort die Statuen Acrobats (erschaffen 1988), Gendrd I (1994), Gendrd II (1994), Hare on Bell on Portland Stone Piers und Large boxing hare on Anvil (1984).
Zwischenzeitlich war eine der Skulpturen in der Ausstellung Two Pataphysicians der Waddington Custot Galleries in London zu sehen, einer Ausstellung im Jahre 2014 über den Einfluss von Alfred Jarry auf Flannagan und Joan Miró, eine Skulptur 2016 in der Ausstellung Stories in Sculpture: Selections from the Walker Art Center Collection im botanischen Garten im Cheesman Park in Denver.
Eine Skulptur steht vor dem AXA Center in New York City, eine im Innenhof der Sammlung Essl im österreichischen Klosterneuburg.